# (3349) Manas
(3349) Manas es un asteroide perteneciente al cinturón de asteroides, descubierto el 23 de marzo de 1979 por Nikolái Stepánovich Chernyj desde el Observatorio Astrofísico de Crimea (República de Crimea).

## Designación y nombre
Designado provisionalmente como 1979 FH2. Fue nombrado Manas en homenaje al poema épico de Kirguistán titulado Manas